# Andre Rampersad
Andre Rampersad (Arima, 2 de febrero de 1995) es un futbolista trinitense que juega en la demarcación de centrocampista para el HFX Wanderers FC de la Canadian Premier League.

## Selección nacional
Hizo su debut con la selección de fútbol de Trinidad y Tobago el 24 de marzo de 2023 en un encuentro de la Liga de Naciones de la Concacaf 2022-23 contra Bahamas que finalizó con un resultado de 0-3 a favor del combinado trinitense tras los goles de Kareem Moses, Joevin Jones y Ryan Telfer.

## Clubes
| Club             | País              | Año       | Partidos | Goles |
| ---------------- | ----------------- | --------- | -------- | ----- |
| FC Santa Rosa    | Trinidad y Tobago | 2013-2018 | 18       | 6     |
| HFX Wanderers FC | Canadá            | 2019-     | 151      | 3     |